# Njala University
Das Njala University (NU) ist eine staatliche Universität in der Republik Sierra Leone. Bis 2009 war sie unter dem Namen Njala University College (NUC) bekannt.

## Geschichte
Njala wurde 1964 gegründet und war von 1972 bis 2005 Teil der Universität von Sierra Leone. Seit 2009 ist es eine eigenständige, vollwertige Universität.
Während des 10-jährigen Bürgerkrieges in Sierra Leone wurden zahlreiche Einrichtungen der Universität zerstört oder geplündert.
Im Jahr 2011/2012 hatte die Universität 6.154 Studenten, davon 2.132 weibliche. NU ist nach der University of Sierra Leone die zweitgrößte Universität des Landes.

## Leitung
Kanzler der Universität ist der frühere Präsident von Sierra Leone, Ernest Bai Koroma. Administrativ und akademisch wird die Universität vom Vize-Kanzler und Rektor geleitet. Ihm steht, ohne praktische Befugnisse zu haben, ein Pro-Kanzler, derzeit Sandi Bockarie vor. Vizekanzler und Rektor des Njala ist seit 2009 Abu Sesay.

## Campus
Der Njala-Campus besteht aus drei Niederlassungen in den Provinzstädten Bo, Njala und Freetown.
Es besteht eine enge Verbindung zum Bonthe Polytechnic Institute in Bonthe.

## Fakultäten
- Landwirtschaft (School of Agriculture)
- Technologie (School of Technology)
- Bildung (Schools of Education)
- Forstwirtschaft und Gartenbau (School of Forestry & Horticulture)
- Kommunale Gesundheitswissenschaften (School of Community Health Sciences)
- Sozialwissenschaften (School of Social Sciences)